# Durban (España)
Durban es un lugar del municipio español de Veciana, perteneciente a la provincia de Barcelona, en la comunidad autónoma de Cataluña.

## Historia
Hacia mediados del siglo XIX, el lugar, que formaba ayuntamiento con Balsareni, tenía contabilizada una población de 24 habitantes. Aparece descrito en el séptimo volumen del Diccionario geográfico-estadístico-histórico de España y sus posesiones de Ultramar de Pascual Madoz con las siguientes palabras:

DURBAN: l. cab. de ayunt. que forma con Balsareni, en la prov., aud. terr., c. g. de Barcelona (12 leg.), part. jud. de Igualada (5), dióc. de Vich. sit. cerca de una cord. de montañas con buena ventilacion y clima sano. Su igl. parr. se halla arruinada; era aneja de la de Segur, á la cual concurre el vecindario á oir misa, y á cumplir los demas preceptos de la religion; hay una ermita derruida que se denominó de San Jaime. El térm. confina con Segur, Miralles, Castellnou y Monfalcó. El terreno es de mediana calidad, participa de monte y llano; y le cruzan varios caminos locales. prod.: trigo, legumbres y vino; cria el ganado suficiente para el consumo de las yerbas del term., y caza de varias especies. prod.: 8 vec., 24 alm. cap. prod.: 260,000. imp.: 6,500.
(Madoz, 1847, p. 427)

Aquel municipio desapareció de cara al censo de 1857, al incorporarse al de Veciana.